# アロファアガ噴水孔
アロファアガ噴水孔（アロファアガふんすいこう）、アロファアガ・ブローホール（英: Alofaaga Blowholes）あるいはタガ噴水孔 (英: Taga Blowholes) は、サモアのサバイイ島にある噴水孔。パラウリ行政区のサレロロガにある埠頭の南西に位置する地勢。噴水孔地域に向かう入り口にはタガ村がある[1]。アロファアガの潮吹き穴ともいう。
この地域では溶岩流によって一続きの溶岩洞が形成されており、火山岩質の平坦な崖棚から海へと続いている。溶岩洞には海からの波により海水が流入し、内部では高圧の状態となっている。これにより崖棚の上では数秒おきに海水が噴出している[2]。サモアの土地の多くは慣習法に基づく所有となっており、村では噴水孔の見学に際して少額の入場料を徴収している。柵などは設けられておらず、また湿った滑りやすい岩に囲まれているため、安全は確保されていない。噴水孔に落下した場合は、ほぼ確実に致命的な結果となる。噴水孔地域から海岸沿いの道筋を西に向かって辿ると、ファガロアの古代村落に至る[1]。

## 画像

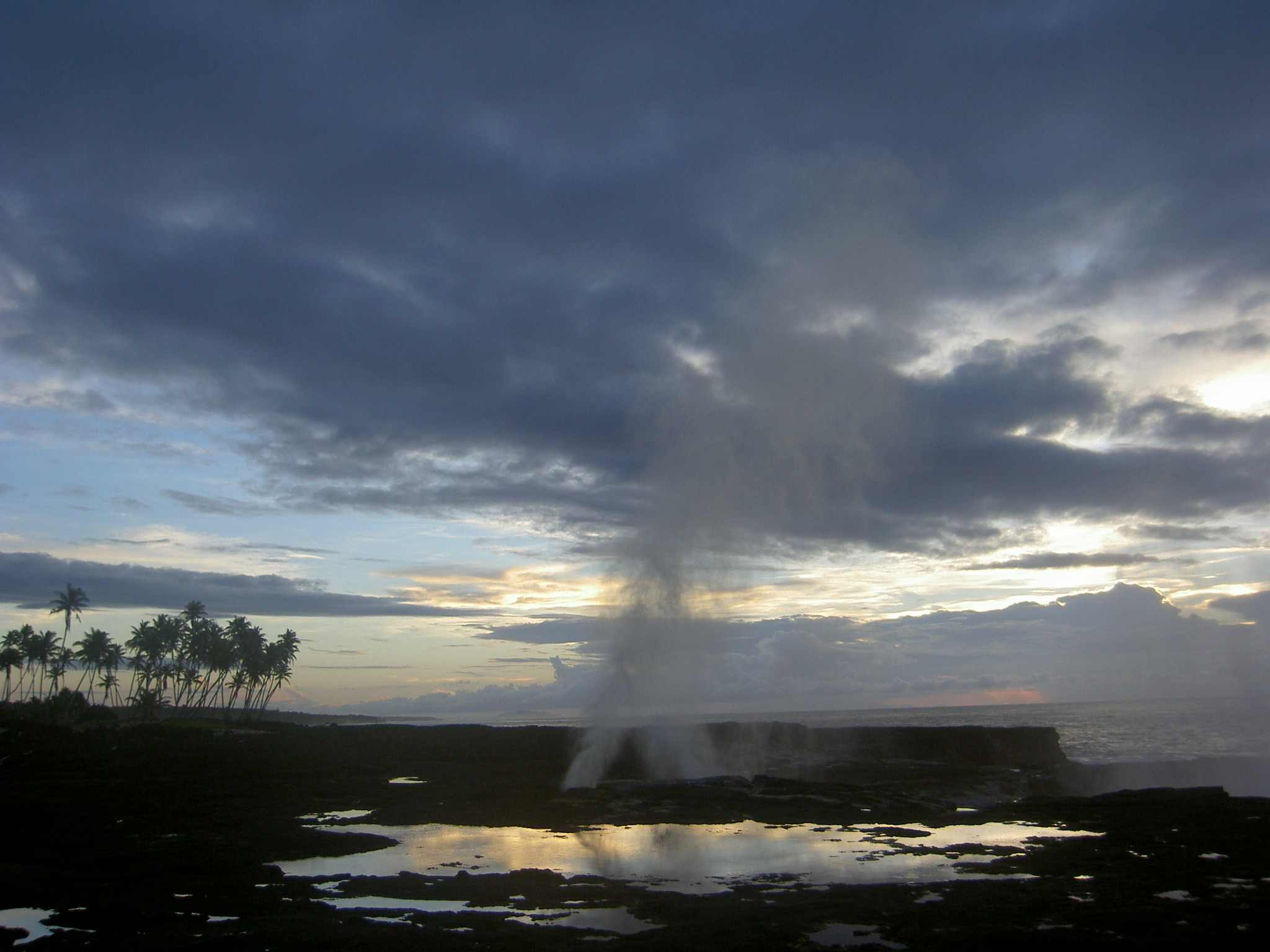
2005年のアロファアガ噴水孔
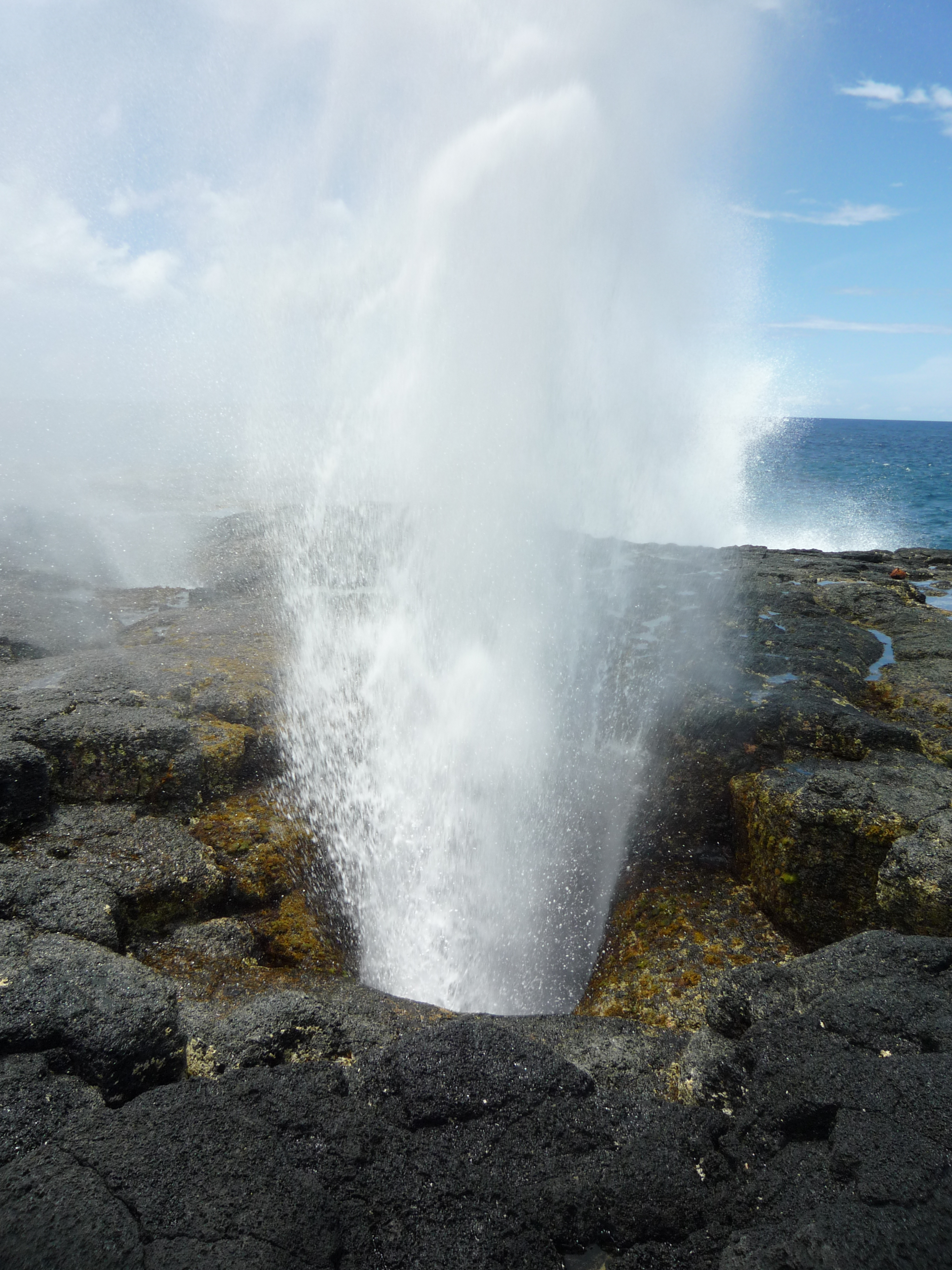
2009年のアロファアガ噴水孔